# Manfredo Kempff
Manfredo Kempff Suárez (Santa Cruz de la Sierra, 10 de febrero de 1945) es un escritor, diplomático y político boliviano.

## Biografía
Nacido el 10 de febrero de 1945 en Santa Cruz de la Sierra, cursó la carrera de derecho, que no llegó a completar.
Ejerció como vicecanciller durante el gobierno de Jaime Paz Zamora y como ministro de Informaciones durante el de Hugo Banzer, por el cual profesaba un «afecto grande». A lo largo de su carrera diplomática, estuvo destinado como embajador en España, Uruguay y Argentina.
Ingresó en la Academia Boliviana de la Lengua en enero de 2001.